# Pteralopex taki
Pteralopex taki är ett däggdjur i familjen flyghundar som beskrevs av Parnaby 2002.
Denna flyghund förekommer på New Georgia och på andra mindre öar i Salomonöarna. Arten vistas i tropiska skogar i låglandet och ibland uppsöker den trädgårdar. Individerna vilar i flockar i trädens håligheter. En generation varar cirka 8 till 10 år.
Arten når en kroppslängd (huvud och bål) av cirka 190 mm, saknar svans och väger 225 till 350 g. Den har 112 till 123 mm långa underarmar och 14 till 17 mm stora öron. Huvudet kännetecknas av en nos som nästan är naken och av korta näsborrar. Pteralopex taki har en orangebrun regnbågshinna och avrundade öron som inte är gömda i pälsen. Den mjuka pälsen är gråbrun på ryggen och ljusbrun på buken med några glest fördelade gula hår. Artens hälsporre (calcar) är kort och svansflyghuden utgörs bara av smala remsor vid insidan av bakbenen. De bruna vingarna saknar delvis pigment på undersidan vad som liknar ljusa fläckar. Denna flyghund har 14 långsträckta svullnader på gommen. Artens centrala framtänder i överkäken är större än framtänderna bredvid.
En mindre grupp vilar tillsammans och ibland förekommer blandade flockar tillsammans med andra flyghundar eller med nordlig grå kuskus. När de vaknar hörs höga skrik av flera exemplar. Viloplatsen är håligheter i träd eller det täta bladverket 15 till 20 meter ovanför marken. Individerna lämnar viloplatsen omkring klockan 19 för att leta efter föda. De äter frukter (ofta fikon) och ibland blommor eller unga blad och klätterväxter.
IUCN uppskattar att det bara finns 400 till 3000 vuxna individer. Arten listas därför som sårbar (VU).